# Frutarom
Frutarom Industries Ltd. é uma companhia química israelense, sediada em Haifa.

## História
A companhia foi estabelecido em 1933. As ações da empresa foram negociadas na Bolsa de Valores de Londres e na Bolsa de Valores de Tel Aviv até ser adquirida pela International Flavors & Fragrances em 2018.